# Ілля (притока Ужа)
Ілля́ — річка в Білорусі (Гомельська область) та Україні (в межах Поліського та Іванківського районів Київської області). Ліва притока Ужа (басейн Дніпра).

## Опис
Довжина 48 км, площа водозбірного басейну 381 км²[джерело?], площа басейну, за даними ЕСУ, 371 км2. Похил річки 0,8 м/км. Долина маловиразна, заболочена, завширшки 2 км, завглибшки до 10 м. Заплава заболочена, завширшки 400 м. Річище завширшки до 5 м.

## Розташування
Ілля бере початок біля села Габрилеєвка (Білорусь). Тече переважно на південний схід. Впадає до Ужа на північ від села Бички.

## Притоки
Праві: Переварка, Вялча, Рудава.
Ліві: Мар'янівка, Ільча.

## Населені пункти
Над річкою розташовані такі села (від витоків до гирла): Габрилеєвка, Олександрівка, (Білорусько-український кордон) †Кливини, †Стара Рудня, †Вільшанка, †Луб'янка, †Рудня-Іллінецька.